# Antoine Watteau
Jean-Antoine Watteau, mais conhecido por Antoine Watteau ou simplesmente Watteau (Valenciennes, 10 de outubro de 1684 — Nogent-sur-Marne, 18 de julho de 1721), foi um pintor francês do Rococó. Nasceu no centro da região de Hainaut, recém-incorporada ao território francês pelas tropas de Luís XIV. Morreu aos 36 anos. Era tio avô de François-Louis-Joseph Watteau.

## Biografia
Tendo sido uma das principais figuras deste período artístico, destacou-se pelas suas pinturas de temas galantes e pastorais inspirados na commedia dell'arte. Talento Watteau revelou já pequeno. Antes dos dez anos, ele rabiscava a lápis ou a carvão, fazendo esboços das coloridas cenas de sua cidade natal. Brueghel, Bosch e Rubens foram suas principais inspirações, artistas que reconhecidamente se utilizavam da luz, sombra e de cores fortes em suas obras. Considerado um homem de gênio difícil, irritável, introspectivo e inquieto. Era distante por natureza e a bajulação de estranhos deixava-o impaciente. Como não se interessava por dinheiro, é provável que não desse o devido valor a seus quadros. Conta-se que certa vez trocou dois quadros por uma peruca, e ainda ficou apreensivo, acreditando que o negociante pudesse vir a sentir-se lesado. Além disso, Watteau tinha tuberculose, o que o debilitou até o matar e cuja angústia pode ser vista em seus quadros.

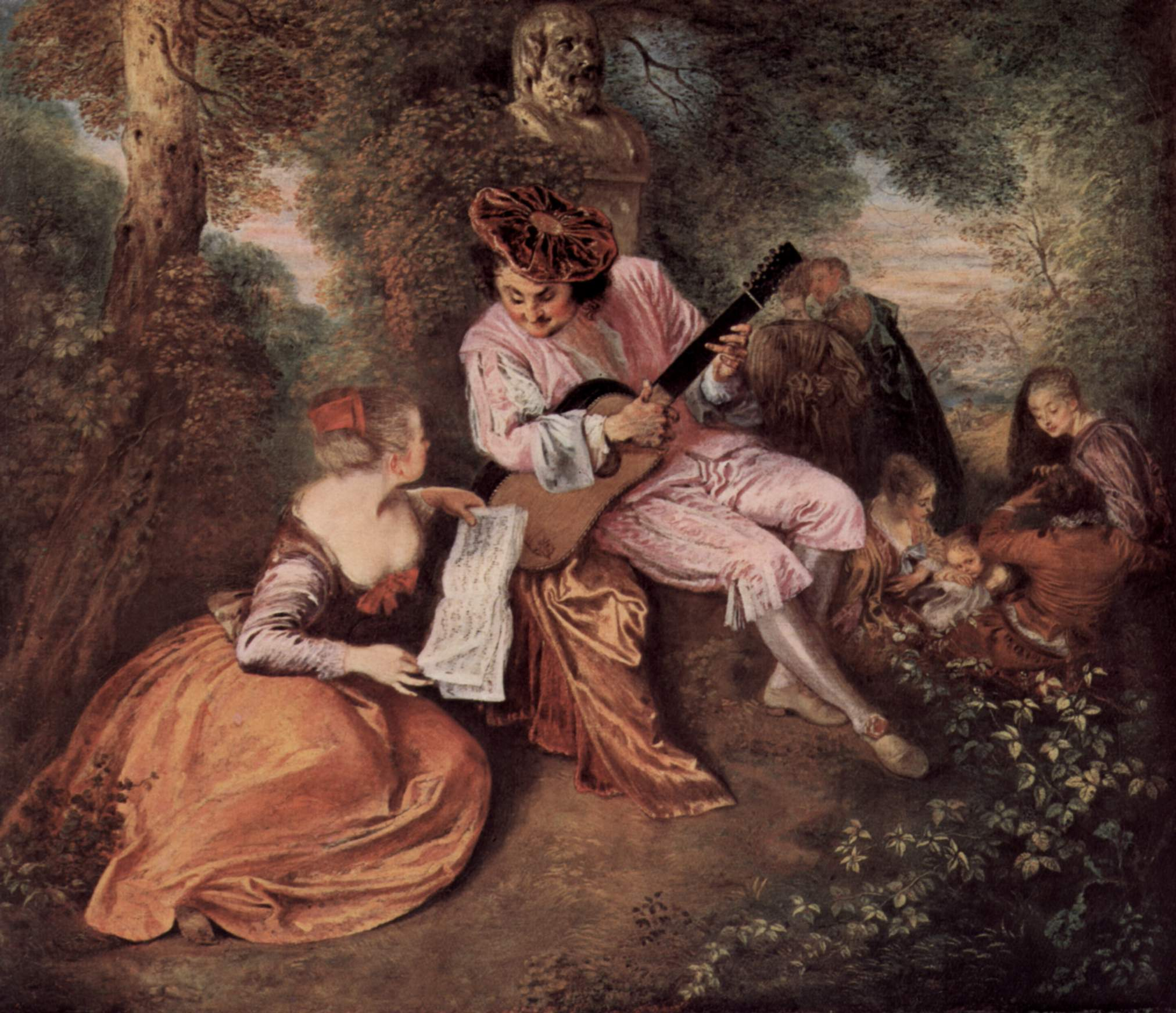
La Gamme d'Amour, c. 1710-1720, Londres.

Seu fascínio era pela vida improvisada, sem rigores, o que o fez abandonar logo a escola. Mesmo assim, seu pai, um mestre-telheiro o apoiava, imaginado que sua carreira lhe traria frutos e o libertaria do trabalho braçal do campo. Assim, Watteau conseguiu ser o jovem aprendiz do pintor Jacques-Albert Gérin, que fazia o jovem copiar frisos gregos e romanos, sem dar-lhe instrução. Alguns anos depois, Gérin se livrou do rapaz que preferia as cenas populares, as pessoas do povo aos frisos clássicos.
Desiludido, Watteau conversou com seu pai. Pretendia seguir seus sonhos e para isso ele precisava ir a Paris. Mal preparado financeiramente, com pouca bagagem em pleno inverno de 1702, Watteau chegou à Paris aos dezoito anos. Instalou em uma estalagem bastante simples próximo à ponte de Saint-Denis, onde rapidamente encontrou trabalho, que era copiar estampas e pinturas célebres para comerciantes de quadros e gravuras. Foi por meio destas cópias, mesmo não sendo das melhores e mais fiéis, ele atraiu a atenção e a amizade do pintor Claude Gillot, que exerceu grande influência em sua carreira. Watteau aceitou sua proposta de emprego e largou definitivamente as cópias dos comerciantes. Foi através de Gillot que Watteau deslanchou entre os nobres, onde ele se apaixonou pelo teatro, que seria um dos principais temas de suas obras.
Claude Audran, decorador do Palácio de Luxemburgo, também lhe ofereceu ideias frescas para novas obras, como os simétricos jardins franceses, o que serviu de plano de fundo para suas cenas do campo. Foi através de Audran que Watteau teve contato com Peter Paul Rubens, o que o fez absorver seus toques e estilo, adaptando ao seu próprio gosto. Foi com Rubens que Watteau teve suas lições finais, talvez até por afinidade, já que ambos eram de origem flamenga.
Audran também o incluiu, entre 1707 e 1708, no seleto grupo de artistas que, sob sua orientação, decoravam com arabescos e desenhos as residências dos nobres e da aristocracia. Sua criatividade neste tipo de arte fizeram dele um sucesso, já que ele mesclava arabescos fantasiosos com temas mitológicos ou galantarias de pastores a camponesas, introduzindo também  minúsculos motivos chineses ou simiescos (as chinoiseries e singeries) que seriam sucesso em toda a Europa.
Sua morte prematura também foi pobre. Sem pertences e irrequieto, Watteau morreu nos braços de um amigo, em 18 de julho de 1721.

## Características

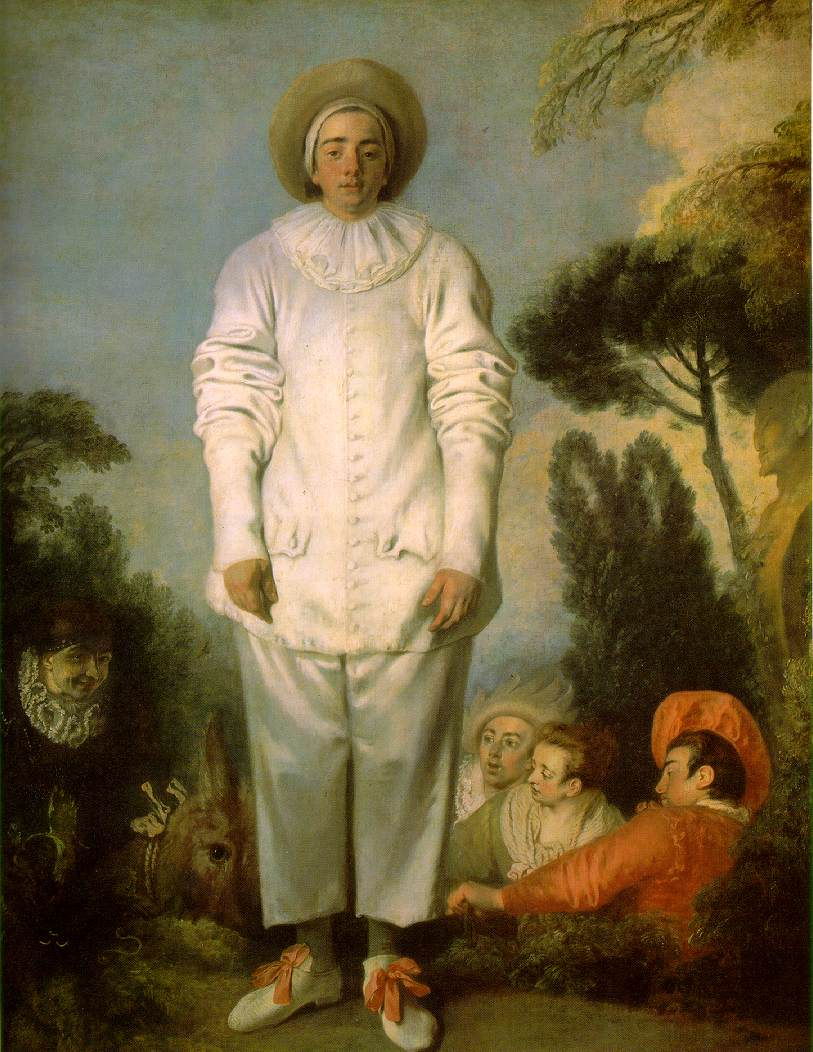
Pierrot

As suas paisagens campestres bucólicas são palco de festas, encontros e representações teatrais onde suas pinceladas libertas representam os prazeres quotidianos da sociedade burguesa associados a uma grande variedade de trajes que fizeram moda. Seus quadros são um retrato vivo e em movimento de uma época considerada decadente mas extremamente elegante e requintada.

## La Surprise
La Surprise foi pintada em 1718 e fazia par com L´Accord parfait. Os dois quadros tiveram como primeiro proprietário Nicolas Henin, um conselheiro do rei e amigo de Watteau. Os quadros terão sido vendidos separadamente em 1756 pelo herdeiro de Henin, que publicou uma gravura de cada um. L´Accord parfait está atualmente em exposição num museu de Los Angeles mas La Surprise mudou de mãos várias vezes e foi dada como desaparecido entre 1770 e 1848, anos de agitação revolucionária.
O quadro La Surprise, desapareceu em 1848 e que se pensou ter sido destruído, foi encontrado em 2007 e foi leiloado em 8 de Julho de 2008 em Londres, pela Christie's. A obra foi descoberta no canto de um salão de uma casa de campo britânica, por um perito que ali se deslocara para examinar uma outra tela. O quadro atingiu o preço de 15 milhões de euros, batendo o recorde para uma obra do artista. O recorde de um Watteau em leilão pertencia, desde 13 de Dezembro de 2000, a Le Conteur, vendido por 2 423 750 libras (3 118 446 euros).

## Obras principais

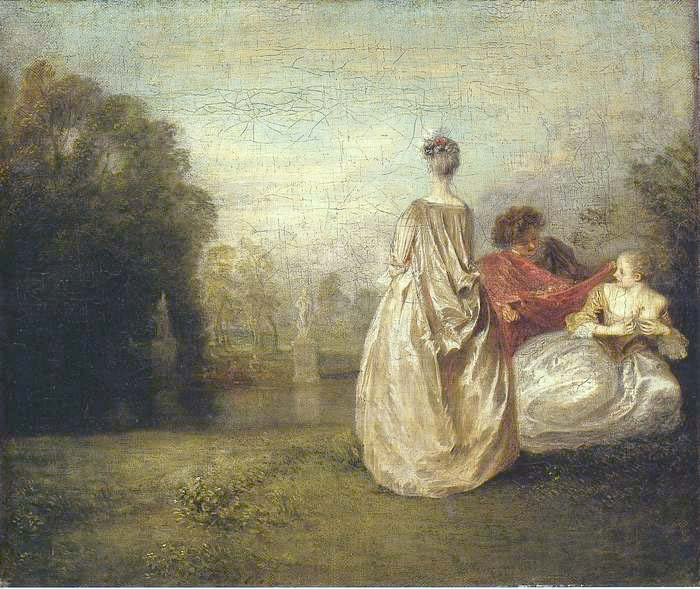
Les deux cousines

- Les Acteurs de la Comédie-Française (ou La Mascarade), 1710-1712, (Hermitage, São Petersburgo)
- La Partie carrée, c. 1713, (Fine Arts Museum of San Francisco, San Francisco)
- Paysage avec une chute, 1714 (Hermitage, São Petersburgo).
- La Perspective (festa no parque de Pierre Crozat), 1715 (Musée des Beaux-arts de Boston, Boston).
- La Proposition embarrassante, 1715-1716 (Hermitage, São Petersburgo).
- Le Plaisir pastoral, c. 1715 (musée Condé, Chantilly)
- L'Amour désarmé, vers 1715 (musée Condé, Chantilly)
- Les Deux Cousines, 1716 (Louvre, Paris).
- Peregrinação à ilha de Citera, 1717 (Louvre, Paris).
- Le Donneur de sérénades, c. 1715 (musée Condé, Chantilly)
- L’Indifférent, 1717 (Louvre, Paris).
- L'Amante inquiète, 1717-1720 (musée Condé, Chantilly)
- La Surprise c. 1718, colecção particular[1].
- L'Accord parfait duplo de Surprise
- La Boudeuse, c. 1718 (Hermitage, São Petersburgo).
- Pierrot (antes denominado Gilles), 1718-1719 (Louvre, Paris).
- Fêtes vénitiennes, National Gallery of Scotland, Edimburgo.
- Mezzetin, 1718-1720 (Metropolitan Museum of Art, Nova Iorque).
- Le Repos pendant la fuite en Égypte, 1719, Guggenheim Hermitage, Las Vegas.
- L'Enseigne de Gersaint, 1720 (Palácio de Charlottenburg, Berlim).
- Les Comédiens italiens, 1719-1720 (National Gallery of Art, Washington).

## Ver Também
- Pintura da França
- Pintura do Rococó
- História da Pintura
- Rococó